# (32829) 1992 DT10
1992 DT10 (asteroide 32829) é um asteroide da cintura principal. Possui uma excentricidade de 0.06422510 e uma inclinação de 2.44574º.
Este asteroide foi descoberto no dia 29 de fevereiro de 1992 por UESAC em La Silla.